# Turner & Hooch
Turner & Hooch är en amerikansk komedi från 1989 med Tom Hanks, Mare Winningham, Craig T. Nelson och Reginald VelJohnson. Regisserad av Roger Spottiswoode.

## Handling
Polisen Scott Turner (Hanks) ställer upp och tar hand om en minst sagt livlig hund vid namn Hooch vars husse har blivit mördad. Allt fungerar utmärkt och de båda tycker om varann, i ungefär fem minuter. Sedan börjar Scotts tålamod sakta men säkert ta slut. Hunden tycker dock att allt är toppen och att det nya huset han bor i är den roligaste lekplats hans någonsin varit i. Hooch visar sig vara värd sin vikt i guld då Scott tillsammans med sin kollega ska avslöja den smugglarliga som ligger bakom mordet på Hoochs älskade husse.

## Rollista
- Tom Hanks - Det. Scott Turner
- Beasley the Dog - Hooch
- Mare Winningham - Dr. Emily Carson
- Craig T. Nelson - Chief Howard Hyde
- Reginald VelJohnson - Det. David Sutton (som Reginald Veljohnson)
- Scott Paulin - Zack Gregory
- J.C. Quinn - Walter Boyett
- John McIntire - Amos Reed
- David Knell - Ernie
- Ebbe Roe Smith - Harley McCabe
- Kevin Scannell - Jeff Foster
- Joel Bailey - Ferraday
- Mary McCusker - Katie
- Ernie Lively - Motel Clerk
- Clyde Kusatsu - Kevin Williams
- Elaine Renee Bush - Store Clerk